# Język asyryjski (współczesny)
Język asyryjski – język należący do grupy semickiej, którym posługuje się około 587 tys. Asyryjczyków zamieszkujących głównie Irak, Iran i Syrię. W klasyfikacji Ethnologue stanowi część tzw. makrojęzyka syryjskiego. Zapisywany jest pismem syryjskim.